# Sycophaga cyclostigma
Sycophaga cyclostigma är en stekelart som beskrevs av James Waterston 1916. Sycophaga cyclostigma ingår i släktet Sycophaga och familjen fikonsteklar.
Artens utbredningsområde är Zimbabwe. Inga underarter finns listade i Catalogue of Life.